# TAME-Ecuador-Flug 173
Auf dem TAME-Ecuador-Flug 173 wurde am 11. Juli 1983 eine Boeing 737-2V2 mit dem Luftfahrzeugkennzeichen HC-BIG der TAME Ecuador, mit der ein Flug von Quito nach Cuenca durchgeführt wurde, kurz vor der Landung gegen einen Berg geflogen. Bei dem Unfall wurden alle 119 Personen an Bord der Maschine getötet. Es handelt sich um den schwersten Flugunfall in Ecuador und den schwersten der Fluggesellschaft TAME.

## Flugzeug
Bei der betroffenen Maschine handelte es sich um eine Boeing 737-2V2, die im Werk von Boeing auf dem Boeing Field im Bundesstaat Washington endmontiert wurde und am 11. Juni 1983 ihren Erstflug absolvierte. Das Flugzeug trug die Werknummer 22607, es handelte sich um die 775. Boeing 737 aus laufender Produktion. Die Maschine wurde am 2. Oktober 1983 fabrikneu an TAME Ecuador ausgeliefert, die diese mit dem Luftfahrzeugkennzeichen HC-BIG und dem Taufnamen Ciudad de Loja in Betrieb nahm. Es handelte sich um die einzige Boeing 737, die die TAME jemals in Betrieb hatte. Das zweistrahlige Schmalrumpfflugzeug war mit zwei Mantelstromtriebwerken des Typs Pratt & Whitney JT8D-17 ausgestattet.

## Passagiere und Besatzung
Es befanden sich 111 Passagiere sowie eine achtköpfige Besatzung an Bord der Maschine. Flugkapitän war Jorge Leonardo Peña Terán, ein ehemaliger General, der zuvor als Kommandeur der ecuadorianischen Luftwaffe während der Regierung von Präsident Jaime Roldós gedient hatte. Er hatte die Luftwaffe während des kurzen Krieges von 1981, des sogenannten Paquisha-Krieges, gegen Peru geführt. Nach seiner Entlassung aus dem Militär war er berechtigt, eine Anstellung bei der von der Militärs geleiteten Fluggesellschaft TAME anzutreten, die immer Platz für pensionierte Generäle hatte. Terán trat der Gesellschaft zehn Monate vor dem Unfall bei, zunächst als Pilot der Lockheed Electra Turboprop-Flugzeuge, und wechselte später auf die Boeing 737.
Von den Passagieren an Bord stammten 103 Personen (95 Passagiere und alle acht Besatzungsmitglieder) aus Ecuador, 11 aus Kolumbien und fünf aus den Vereinigten Staaten. Später wurde bekannt, dass vor dem Flug mehrere Passagiere ihre Plätze anderen Passagieren überlassen hatten, darunter auch der damalige Gouverneur der Provinz Azuay (deren Hauptstadt Cuenca ist), Juan Cordero Íñiguez, der den Flug verpasst hatte, nachdem er in einem Hotel in Quito verschlafen hatte.

## Unfallhergang
Die in den Morgenstunden gestartete Maschine näherte sich am Unfalltag Cuenca. Zur Unfallzeit herrschte klares Wetter, am Boden gab es einzelne morgendliche Nebelfelder  in der Nähe des Flughafens. Die Flugsicherung erteilte den Piloten die Freigabe für einen instrumentengestützten Anflug auf Landebahn 23. Dessen ungeachtet entschieden sich die Piloten dafür, einen direkten Anflug im Sichtflug durchzuführen. Nachdem sie das Drehfunkfeuer von El Tablon überflogen hatten, hatten sie die Landebahn in Sicht und setzten den Anflug fort. Zu diesem Zeitpunkt ertönte durch das Ground Proximity Warning System der Ausruf "Terrain, Terrain, Pull up!". Die Piloten reagierten nicht auf diese Warnungen und setzten den Anflug fort. Der Erste Offizier schlug vor, die Auftriebshilfen auf 40 Grad auszufahren und ließ die Maschine auf 8.700 Fuß sinken, was unterhalb der Mindestsinkflughöhe von 9.500 Fuß lag.
Die Maschine sank zügig mit einer Sinkgeschwindigkeit von etwa 1.500 Fuß pro Minute. Während des Sinkfluges flog die Maschine in eine Wolkendecke ein. Die Besatzungsmitglieder haben sich vermutlich darauf fokussiert, Sichtkontakt mit dem Boden herzustellen, ohne auf die Flughöhe zu achten. Die Maschine sank weiter. In einer Höhe von 8.548 Fuß streifte die Höhenflosse einen Bergrücken und die Maschine stürzte etwa eine Meile vor der Landebahn in ein hügliges Gebiet. Bei dem Unfall starben alle 119 Insassen an Bord der Maschine.

## Ursache
Die örtlichen Behörden wurden von einem Team aus Ermittlern aus den USA unterstützt, die von der NTSB, Boeing und Pratt & Whitney entsandt wurden.
Es konnte nicht ermittelt werden, warum die Flugbesatzung den Anflug unter den Gleitpfad fortsetzte, ohne den Boden in Sicht zu haben. Eine geringe Erfahrung der Besatzung wurde als beitragender Faktor angenommen.